# Orthocis alnoides
Orthocis alnoides is een keversoort uit de familie houtzwamkevers (Ciidae). De wetenschappelijke naam van de soort werd in 1884 gepubliceerd door Edmund Reitter.